# Treharris Athletic Western F.C.
Treharris Athletic Western F.C. là một câu lạc bộ bóng đá đến từ Treharris, phía Nam Wales.
Đội bóng thi đấu trên sân Athletic Ground. Tính đến mùa giải 2011–12, câu lạc bộ thi đấu ở Welsh Football League Division Two. Tính đến mùa giải 2012–13, họ đá ở Welsh Football League Division Three.

## Lịch sử
Đội bóng gia nhập Western Football League Division Two năm 1906 và vô địch Western League năm 1910. 
Câu lạc bộ thi đấu liên tục ở Welsh Football League từ mùa giải 1958–59 đến 2008–09.

## Danh hiệu
Welsh Football League
- Vô địch: 1909–10